# کامنو (هرتسگ نووی)
کامنو (به لاتین: Kameno) یک منطقهٔ مسکونی در مونته‌نگرو است که در شهرداری هرتسگ نووی واقع شده‌است. کامنو ۱۲۸ نفر جمعیت دارد.